# Grande Prêmio dos Países Baixos de 1983
Resultados do Grande Prêmio dos Países Baixos de Fórmula 1 realizado em Zandvoort em 28 de agosto de 1983. Décima segunda etapa do campeonato, foi vencido por René Arnoux, que subiu ao pódio junto a Patrick Tambay numa dobradinha da Ferrari, com John Watson em terceiro pela McLaren-Ford.

## Resumo
Nesta corrida a McLaren ingressou na era turbo com o motor TAG/Porsche, resultado de uma parceria entre a empresa de Mansour Ojjeh e um tradicional competidor do mundial de sport-protótipos. Inicialmente, o novo propulsor foi instalado apenas no carro de Niki Lauda, contudo, a partir do Grande Prêmio da Itália, a equipe de Woking destinou tal unidade também para John Watson.

## Classificação

### Treinos oficiais
| Pos.    | N.º | Piloto             | Construtor          | Q1       | Q2       | Grid    |
| ------- | --- | ------------------ | ------------------- | -------- | -------- | ------- |
| 1       | 5   | Nelson Piquet      | Brabham-BMW         | 1:17.194 | 1:15.630 | —       |
| 2       | 27  | Patrick Tambay     | Ferrari             | 1:16.857 | 1:16.370 | + 0.740 |
| 3       | 11  | Elio de Angelis    | Lotus-Renault       | 1:16.411 | 8:39.650 | + 0.781 |
| 4       | 15  | Alain Prost        | Renault             | 1:16.611 | 1:16.642 | + 0.981 |
| 5       | 12  | Nigel Mansell      | Lotus-Renault       | 1:16.721 | 1:16.711 | + 1.081 |
| 6       | 6   | Riccardo Patrese   | Brabham-BMW         | 1:17.544 | 1:16.940 | + 1.310 |
| 7       | 35  | Derek Warwick      | Toleman-Hart        | 1:17.198 | 1:17.666 | + 1.568 |
| 8       | 22  | Andrea de Cesaris  | Alfa Romeo          | 1:17.233 | 1:17.552 | + 1.603 |
| 9       | 9   | Manfred Winkelhock | ATS-BMW             | 1:18.086 | 1:17.306 | + 1.676 |
| 10      | 28  | René Arnoux        | Ferrari             | 1:18.202 | 1:17.397 | + 1.767 |
| 11      | 16  | Eddie Cheever      | Renault             | 1:18.067 | 1:17.676 | + 2.046 |
| 12      | 23  | Mauro Baldi        | Alfa Romeo          | 1:17.887 | 1:18.885 | + 2.257 |
| 13      | 36  | Bruno Giacomelli   | Toleman-Hart        | 1:18.642 | 1:17.902 | + 2.272 |
| 14      | 29  | Marc Surer         | Arrows-Ford         | 1:20.153 | 1:19.696 | + 4.066 |
| 15      | 7   | John Watson        | McLaren-Ford        | 1:21.010 | 1:19.787 | + 4.157 |
| 16      | 40  | Stefan Johansson   | Spirit-Honda        | 1:20.447 | 1:19.966 | + 4.336 |
| 17      | 2   | Jacques Laffite    | Williams-Ford       | 1:21.395 | 1:19.979 | + 4.349 |
| 18      | 3   | Michele Alboreto   | Tyrrell-Ford        | 1:20.149 | 1:20.282 | + 4.519 |
| 19      | 8   | Niki Lauda         | McLaren-TAG/Porsche | 1:20.169 | 1:21.050 | + 4.539 |
| 20      | 33  | Roberto Guerrero   | Theodore-Ford       | 1:21.592 | 1:20.190 | + 4.560 |
| 21      | 30  | Thierry Boutsen    | Arrows-Ford         | 1:20.245 | 1:20.257 | + 4.615 |
| 22      | 25  | Jean-Pierre Jarier | Ligier-Ford         | 1:20.381 | 1:20.247 | + 4.617 |
| 23      | 1   | Keke Rosberg       | Williams-Ford       | 1:20.666 | 1:20.391 | + 4.761 |
| 24      | 26  | Raul Boesel        | Ligier-Ford         | 1:21.738 | 1:20.660 | + 5.030 |
| 25      | 31  | Corrado Fabi       | Osella-Alfa Romeo   | 1:22.047 | 1:20.815 | + 5.185 |
| 26      | 4   | Danny Sullivan     | Tyrrell-Ford        | 1:20.863 | 1:20.842 | + 5.212 |
| 27      | 32  | Piercarlo Ghinzani | Osella-Alfa Romeo   | 1:21.763 | 1:20.926 | + 5.296 |
| 28      | 34  | Johnny Cecotto     | Theodore-Ford       | 1:21.734 | 1:20.955 | + 5.325 |
| 29      | 17  | Kenny Acheson      | RAM-Ford            | 1:23.425 | 1:23.093 | + 7.463 |
| Fontes: |     |                    |                     |          |          |         |

### Corrida
| Pos.    | Nº | Piloto             | Construtor          | Voltas          | Tempo/Diferença | Grid            | Pontos          |
| ------- | -- | ------------------ | ------------------- | --------------- | --------------- | --------------- | --------------- |
| 1       | 28 | René Arnoux        | Ferrari             | 72              | 1:38'41.950     | 10              | 9               |
| 2       | 27 | Patrick Tambay     | Ferrari             | 72              | + 20.839        | 2               | 6               |
| 3       | 7  | John Watson        | McLaren-Ford        | 72              | + 43.741        | 15              | 4               |
| 4       | 35 | Derek Warwick      | Toleman-Hart        | 72              | + 1'16.839      | 7               | 3               |
| 5       | 23 | Mauro Baldi        | Alfa Romeo          | 72              | + 1'24.292      | 12              | 2               |
| 6       | 3  | Michele Alboreto   | Tyrrell-Ford        | 71              | + 1 volta       | 18              | 1               |
| 7       | 40 | Stefan Johansson   | Spirit-Honda        | 70              | + 2 voltas      | 16              |                 |
| 8       | 29 | Marc Surer         | Arrows-Ford         | 70              | + 2 voltas      | 14              |                 |
| 9       | 6  | Riccardo Patrese   | Brabham-BMW         | 70              | + 2 voltas      | 6               |                 |
| 10      | 26 | Raul Boesel        | Ligier-Ford         | 70              | + 2 voltas      | 24              |                 |
| 11      | 31 | Corrado Fabi       | Osella-Alfa Romeo   | 68              | Motor           | 25              |                 |
| 12      | 33 | Roberto Guerrero   | Theodore-Ford       | 68              | + 4 voltas      | 20              |                 |
| 13      | 36 | Bruno Giacomelli   | Toleman-Hart        | 68              | Rodou           | 13              |                 |
| 14      | 30 | Thierry Boutsen    | Arrows-Ford         | 65              | Motor           | 21              |                 |
| Ret     | 1  | Keke Rosberg       | Williams-Ford       | 53              | Ignição         | 23              |                 |
| DSQ     | 9  | Manfred Winkelhock | ATS-BMW             | 50              | Desclassificado | 9               |                 |
| Ret     | 5  | Nelson Piquet      | Brabham-BMW         | 41              | Colisão         | 1               |                 |
| Ret     | 15 | Alain Prost        | Renault             | 41              | Rodou           | 4               |                 |
| Ret     | 16 | Eddie Cheever      | Renault             | 39              | Pane elétrica   | 11              |                 |
| Ret     | 2  | Jacques Laffite    | Williams-Ford       | 37              | Handling        | 17              |                 |
| Ret     | 12 | Nigel Mansell      | Lotus-Renault       | 26              | Rodou           | 5               |                 |
| Ret     | 8  | Niki Lauda         | McLaren-TAG/Porsche | 25              | Freios          | 19              |                 |
| Ret     | 4  | Danny Sullivan     | Tyrrell-Ford        | 20              | Motor           | 26              |                 |
| Ret     | 11 | Elio de Angelis    | Lotus-Renault       | 12              | Pane elétrica   | 3               |                 |
| Ret     | 22 | Andrea de Cesaris  | Alfa Romeo          | 5               | Motor           | 8               |                 |
| Ret     | 25 | Jean-Pierre Jarier | Ligier-Ford         | 3               | Suspensão       | 22              |                 |
| DNQ     | 32 | Piercarlo Ghinzani | Osella-Alfa Romeo   | Não qualificado | Não qualificado | Não qualificado | Não qualificado |
| DNQ     | 34 | Johnny Cecotto     | Theodore-Ford       | Não qualificado | Não qualificado | Não qualificado | Não qualificado |
| DNQ     | 17 | Kenny Acheson      | RAM-Ford            | Não qualificado | Não qualificado | Não qualificado | Não qualificado |
| Fontes: |    |                    |                     |                 |                 |                 |                 |

## Tabela do campeonato após a corrida
| Pos..   | Piloto         | Pontos |
| ------- | -------------- | ------ |
| 1       | Alain Prost    | 51     |
| 2       | René Arnoux    | 43     |
| 3       | Nelson Piquet  | 37     |
| 4       | Patrick Tambay | 37     |
| 5       | Keke Rosberg   | 25     |
| Fontes: |                |        |

| Pos..   | Construtor    | Pontos |
| ------- | ------------- | ------ |
| 1       | Ferrari       | 80     |
| 2       | Renault       | 68     |
| 3       | Brabham-BMW   | 41     |
| 4       | Williams-Ford | 36     |
| 5       | McLaren-Ford  | 34     |
| Fontes: |               |        |

- Nota: Somente as primeiras cinco posições estão listadas. Entre 1981 e 1990 cada piloto podia computar onze resultados válidos por temporada não havendo descartes no mundial de construtores.